# استودیو انترتینمنت
استودیو انترتینمنت (انگلیسی: Entertainment Studios) یک شرکت رسانه ای خصوصی آمریکایی است که در لس آنجلس مستقر است. این شرکت در سال ۱۹۹۳ توسط بایرون آلن، کمدین آفریقایی-آمریکایی تأسیس شد.